# Notoxus politus
Notoxus politus är en skalbaggsart som beskrevs av Chandler 1982. Notoxus politus ingår i släktet Notoxus och familjen kvickbaggar. Inga underarter finns listade i Catalogue of Life.